# حزب رشد
حزب رشد یک حزب سیاسی محافظه کار لیبرال روسی با نمایندگانی در چندین مجلس محلی است. این حزب در مارس ۲۰۱۶ ایجاد شد، سیاست اصلی این حزب  اقتصاد بازار آزاد، دموکراسی و حمایت از حقوق طبقه متوسط است. این حزب از ابتدای تاسیس توسط بوریس تیتوف رهبری می‌شود.
1. ↑  ««Вы демонизируете Кремль» – ВЕДОМОСТИ». web.archive.org. ۲۰۱۸-۱۰-۲۱. بایگانی‌شده از اصلی در ۱ ژوئن ۲۰۱۶. دریافت‌شده در ۲۰۲۳-۰۸-۰۱.